# さくらゆき
さくらゆきは、日本の音楽グループ。アクタープロ「亮」所属。「歴史系アーティスト」と自らを称し、歴史上の人物や出来事をテーマとした楽曲を制作しているツインボーカルユニット。現メンバーは小栗さくら、北織さよ。

## メンバー
- 小栗さくら
  - 11月27日生まれ、A型
  - アルトボーカル・作詞・作曲担当
  - 東京都出身。身長159cm
  - 趣味は史跡巡り、文章を書くこと
  - 講演会やイベントの司会・アシスタント、執筆など歴史タレントとして、また声優、歴史小説家としても活動

- 北織さよ（2019年3月加入)
  - 7月29日生まれ、A型
  - ソプラノボーカル・作詞担当
  - 埼玉県出身。身長164cm
  - 元・BANZAI JAPANメンバー（2014年8月31日 - 2018年1月20日）旧芸名・花坂小夜
  - 趣味は史跡巡りなど。歴女で、さくらゆき初期からのファン。高校の時バスケ部マネージャー(バスケは小2からやっていた)。ウサギを飼っている。

### 元メンバー

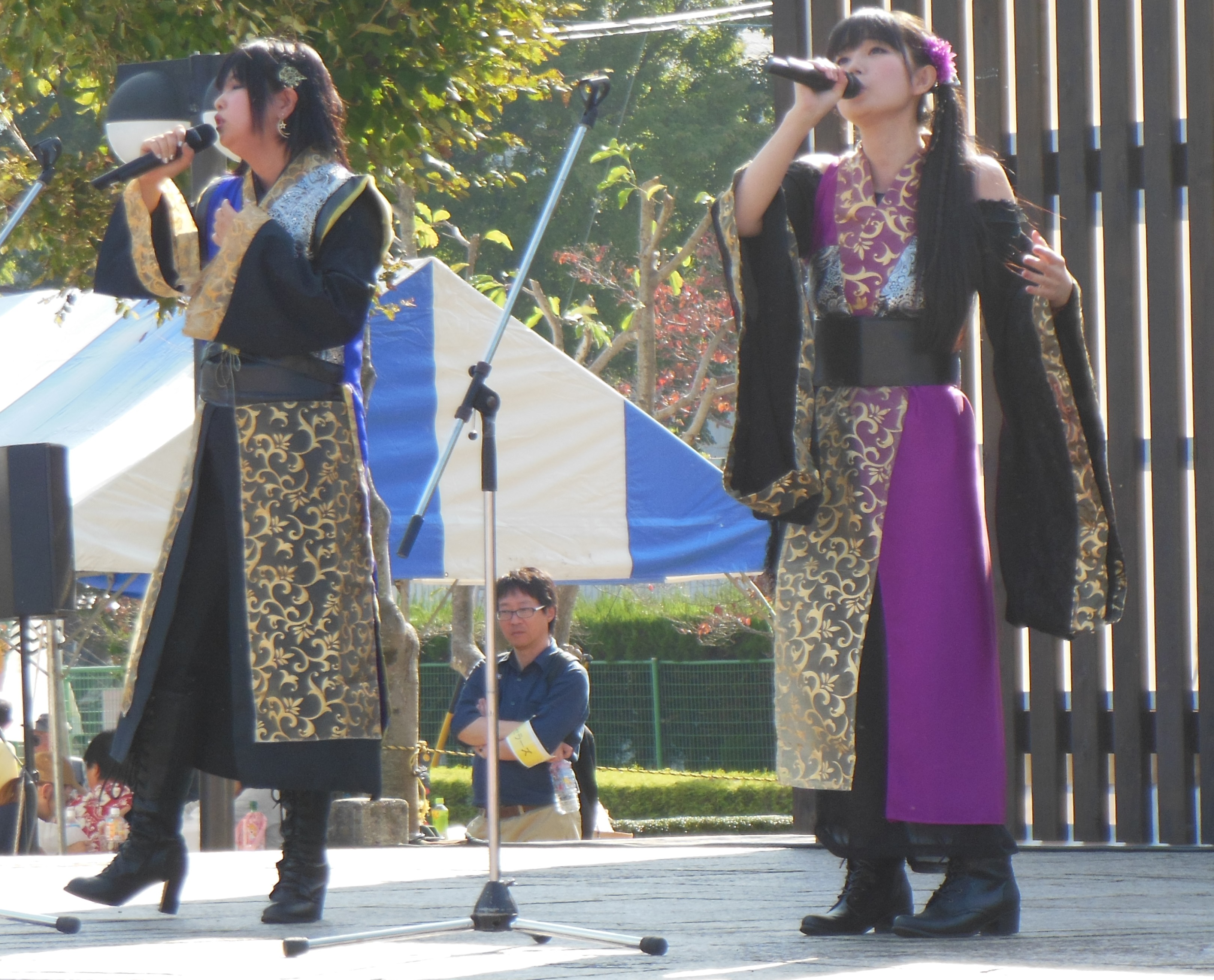
（左）遠野ゆき、（右）小栗さくら

- 遠野ゆき（2019年1月卒業)
  - 9月1日生まれ、O型
  - ソプラノボーカル・作詞担当
  - 沖縄県出身
  - 趣味は史跡巡り、イラストなどの創作活動[1]
  - 愛猫家

## 概要
2006年（平成18年）に小栗さくらと遠野ゆきで結成され、2008年（平成20年）に自主制作版CD「雷霆の龍」を発売。翌年正式な1stシングル「雷霆の龍」をリリース。楽曲は2018年（平成30年）8月時点、CD未収録曲を含め総曲数が70曲を超えている。
主に日本の歴史に関する歌の制作とライブを中心に活動。東京や地方都市での歴史関連イベントに多く出演している。
作詞は全てメンバーの小栗さくら、遠野ゆきによるもの。心のこもった歌詞と、2人の奏でる美しいハーモニーに定評がある。
2010年（平成22年）10月16日、17日岐阜県不破郡関ケ原町で行われた「関ヶ原合戦410年祭」において、楽曲「関ヶ原」がイベント公式イメージソングとして採用された。関ヶ原合戦まつりには2009年（平成21年）の初出演以来、毎年出演。2018年（平成30年）には10年連続出演を果たす。そのほか東京都日野市開催の「ひの新選組まつり」のテーマソングにも抜擢されている。
2018年（平成30年）8月2日、遠野ゆきが持病を理由に翌年1月12日をもって卒業すると発表。2019年（平成31年）1月12日の初ワンマンライブを最後に卒業した（遠野ゆき在籍の2019年（平成31年）1月までにシングルCD 9枚、アルバム 4枚をリリースしている）
2019年（平成31年）3月30日、新メンバーお披露目会＆10thシングル「朝霧の向こうに」発売記念ライブイベントを開催（名古屋市）。北織さよが加入。
- 古書店のアルバイト先で小栗と遠野は出会い、歴史と音楽が好きなことで意気投合。「歴史をテーマに歌をやってみないか」と小栗が誘い結成に至った[5]。
- 楽曲は戦国時代の著名な人物や合戦について書かれたものが多いが、幕末や源平合戦など様々な時代を歌い上げている。
- コンセプトは「日本語を大切に歌う」。その言葉通り、歌詞には外国語は一切出てこない。
- ボーカルの二人は、以前それぞれ「さくら」「ゆき」と名乗っていたが、2010年（平成22年）6月1日より現在の名前に改名[6][7]。また「小栗」は、小栗さくらが幕末の著名人の中で最も尊敬する人物が小栗上野介であることに由来する[8]。
- 以前の正式名称はさくらゆきの前後に全角アスタリスクが付くものだった。

## 出演

### TV
- 「ポテトおいしい60分」2008年11月16日、JCV
- 「気分はればれ」2011年5月17日、UCV
- 「今宵は戦国でございます」2011年6月14日-2011年7月5日、長野放送
- 「フォーカス∞信州」2015年7月10日、長野放送

### インターネットTV
- 「ちんチロリン＠room」2012年7月23日、コミカルTV
- 「東京ゲームショウ2012」2012年9月23日、ニコ生
- 「歴☆女子会の◯◯おかわりっ」2014年1月22日
- 「歴☆女子会の◯◯おかわりっ」2014年7月23日
- 「歴☆女子会の◯◯おかわりっ」2014年10月1日
- 東京ゲームショウ2016「コーエーテクモゲームス 戦国無双真田丸」2016年9月15日[9][10]

### ラジオ
- 「JEWELL BOX KDC」2012年11月4日、エフエム佐久平
- 「おとねっと」2014年7月18日、レインボータウンFM
- 「JEWELL BOX KDC」2014年7月20日、エフエム佐久平
- 「God Bless Saturday」2014年11月15日、FMヨコハマ[11]
- 「FMゆきぐに　特番さくらゆき」2015年2月19日、FMゆきぐに

### イベント・ライブ

#### 2008年
- 「上杉まつり」（山形県米沢市）2008年4月29日
- 「兼続公まつり」（新潟県南魚沼市）2008年7月28日
- 「謙信公祭」（新潟県上越市）2008年8月24日

#### 2009年
- 「米沢雪灯篭まつり」（山形県米沢市）2月14・15日[12]
- 「上杉まつり」（山形県米沢市）4月29日
- 「兼続公まつり」（新潟県南魚沼市）8月2日
- 「大毘沙門送り火大祭」（新潟県南魚沼市）8月16日
- 「謙信公祭」（新潟県上越市）8月23日
- 「一文区まつり」（新潟県）9月12日
- 「歴史時代絵巻ながの 戦国LIVE in 川中島」（長野県長野市）9月19日[13]
- 「戦国魂Club Sengoku 石田三成と過ぎたる城」9月20日[14]
- 「よねざわ上杉戦国絵巻」（山形県米沢市）9月26日
- 「関ヶ原合戦まつり2009」（岐阜県不破郡関ケ原町）10月17日

#### 2010年
- 「南魚沼市雪まつり」（新潟県南魚沼市）2月13日
- 「戦国魂Club Sengoku島津義弘 とどまるな吾が心」2月20日
- 「デザイン･フェスタ」（東京ビッグサイト）5月15日
- 「戦国魂ライヴ2010 猛勢の中にあい駆けよ」6月12日
- 「長野県上田市観光キャンペーン」（長野県上田市）7月5日
- 「幕末龍馬festa」（TOKYO CULTURE CULTURE）7月17日[15]
- 「兼続公まつり」（新潟県南魚沼市）7月19日
- 「三成生誕450年祭開幕イベント」（滋賀県長浜市）8月1日[16]
- 「真田まつり」（長野県上田市真田町）8月7日
- 「日本一の夏まつり 真田出陣ねぷた」（長野県上田市）8月8日[17]
- 「関ヶ原合戦410年祭×大河の舞 江戸の陣」（戦国居酒屋『大河の舞』）8月29日
- 「東京ゲームショウ2010」「維新の嵐 疾風龍馬伝」スペシャルステージ（幕張メッセ/コーエーテクモゲームスブースステージ）9月17日
- 「歴史時代絵巻ながの2010 秋の陣」（長野県長野市）9月18日
- 「関ヶ原陣跡制覇ウォーキング」（岐阜県不破郡関ケ原町）9月26日
- 「小谷城ふるさと祭り」（滋賀県長浜市）10月3日[18]
- 「関ヶ原合戦410年祭」（岐阜県不破郡関ケ原町）10月16日
- 「真田幸村ロマンウォーク」（長野県上田市）10月31日
- 「ナガシマスパーランド戦国武将まつり」（三重県桑名市）11月3日[19]
- 「三成生誕450年祭」（滋賀県長浜市）11月6日
- 「仙台真田2010 IN 蔵王」（宮城県蔵王町）11月7日
- 「上田イルミネーション点灯式」（長野県上田市）12月3日[20]
- 「関ヶ原410年祭ファイナルイベント」（岐阜県不破郡関ケ原町）12月12日

#### 2011年
- 「南魚沼市雪まつり」（新潟県南魚沼市）2月12日
- 「キミとボクVol.70」（東京都渋谷区）2月15日
- 「2011菅平高原スノーボールバトル＆戦国雪合戦」（長野県上田市）3月7日[21]
- 「東日本大震災チャリティー 新選組ファンの集い」（東京都多摩市）5月7日
- 「長宗我部フェス」（高知県南国市）5月21日[22]
- 「JPSガールズボイス 40Anniversary」（東京都新宿区）6月11日
- 「キミとボクVol.74」（東京都渋谷区）6月15日
- 「真田まつり」（長野県上田市真田町）8月7日
- 「長宗我部TERAKOYA～集えオキザリスの旗のもとに～」（東京都台東区）10月9日[23]
- 「関ケ原合戦祭り2011」（岐阜県不破郡関ケ原町）10月15日、16日[24]
- 「幸村コンテスト」（長野県上田市）10月23日
- 「上田城けやき並木紅葉まつり」（長野県上田市）11月6日
- 「キミとボク」（東京都渋谷区）11月15日

#### 2012年
- 「西美濃観光キャンペーン　ジャズドリーム長島」（三重県桑名市）1月8日
- 「歴史怪談～昔本当にあった怖い噺～」舞台挨拶（東京都渋谷区）1月20日
- 「南魚沼市雪まつり」（新潟県南魚沼市）2月12日
- 「真田三代歴史検定」（長野県上田市）2011年3月3日
- 「上田菅平スノーボールバトル・戦国雪合戦～真田冬の陣～」3月4日
- 「花詩～乙女椿～」（東京都渋谷区）3月20日
- 「もう一つの平清盛～武将画の最高峰絵師 諏訪原寛幸の武将展～」（大阪府大阪市）3月24日
- 「平群町 椿井城跡記念式典」（奈良県生駒郡平群町）3月30日
- 「上田城千本桜まつり」（長野県上田市）4月8日
- 「第一回さくらゆきファンの集い」（長野県上田市）4月28日
- 「第一回真田三代戦国歴史検定」（長野県上田市）4月29日
- 「上田真田まつり」（長野県上田市）4月29日
- 「もう一つの平清盛～武将画の最高峰絵師 諏訪原寛幸の武将展～」（大阪府大阪市）5月3日[25]
- 「ビッグバン祭り！#6」（東京都豊島区）5月5日
- 「たかまつ春の食と文化のフェスタ」（香川県高松市）5月20日[26]
- 「関ケ原 第一回笹尾山交流広場　さくらゆき全曲ライブ」（岐阜県不破郡関ケ原町）5月27日
- 「がんばっぺ福島 チャリティーダンス＆トーク」（東京都日野市）6月16日[27]
- 「真田まつり」（長野県上田市真田町）8月4日
- 「お諏訪祭り」（長野県諏訪市）9月15日
- 「東京ゲームショウ2012」コーエーテクモゲームスブース（東京都江東区）9月22日、23日
- 「関ケ原合戦祭り2012」（岐阜県不破郡関ケ原町）10月20日、21日
- 「真田幸村コンテスト」（長野県上田市）11月3日
- 「第二回真田三代戦国歴史検定」（長野県上田市）11月4日
- 「第二回さくらゆきファンの集い」（京都府京都市）11月25日
- 「諏訪を彩る光の祭典2012」（長野県諏訪市）12月2日
- 「関ケ原ファンの集い2012」（岐阜県不破郡関ケ原町）12月16日

#### 2013年
- 「南魚沼市雪まつり」（新潟県南魚沼市）2月9日
- 「菅平スノーボールバトル＆戦国雪合戦」（長野県上田市）3月3日
- 「キミとボク」（東京都渋谷区）3月13日
- 「上田千本桜まつり」（長野県上田市）4月14日
- 「上田真田まつり」（長野県上田市）4月29日
- 「ひの新選組まつり」（東京都日野市）5月12日
- 「Super Idol Collection」（東京都渋谷区）5月21日
- 「仙台真田2013IN蔵王」（宮城県蔵王町）6月9日
- 「CANDY MAKER COLLECTION」（東京都新宿区）6月10日
- 「関ケ原 第2回笹尾山交流広場　さくらゆきライブ」（岐阜県不破郡関ケ原町）6月23日[28]
- 「真田三代戦国歴史検定」（長野県上田市）7月14日
- 「PLUM祭り　諏訪姫3歳バースデー」（長野県諏訪市）7月20日
- 「真田まつり～2013夏の陣～」（長野県上田市）8月3日
- 「第三回さくらゆきファンの集い」（長野県長野市）8月4日
- 「さくらゆきと上田の花火を見よう2013」（長野県上田市）8月5日
- 「七夕まつり～十勇士ウォーキング～ライブ」（長野県上田市）8月6日
- 「お諏訪祭り」（長野県諏訪市）9月7日[29]
- 「関ケ原合戦祭り2013」（岐阜県不破郡関ケ原町）10月19日、20日
- 「上田城けやき並木紅葉まつり」（長野県上田市）11月2日
- 「砥石・米山城まつり」（長野県上田市）11月3日
- 「戦国ストリート2013」（群馬県沼田市）11月9日
- 「ゆるキャラ（R）サミット2013 in 羽生」（埼玉県羽生市）11月24日
- 「関ケ原ファンの集い2013」（岐阜県不破郡関ケ原町）12月15日

#### 2014年
- 「南魚沼市雪まつり」（新潟県南魚沼市）2月8日
- 「上田菅平スノーボールバトル＆戦国雪合戦」（長野県上田市）3月1日、2日
- 「屋島山おもてなしイベント」（香川県高松市）3月16日
- 「諏訪モーターフェスティバル」（長野県諏訪市）4月5日
- 「諏訪姫ファンミーティング」（長野県諏訪市）4月5日
- 「上田城千本桜まつり」（長野県上田市）4月19日
- 「上田真田まつり」（長野県上田市）4月26日
- 「天王寺真田幸村博プレイベント」（大阪府大阪市）5月4日
- 「志誠祭」（千葉県流山市）5月5日
- 「ひの新選組まつり」（東京都日野市）5月11日
- 「御屋敷つつじ祭り」（長野県上田市）5月18日
- 「志誠祭～夏之陣～」（千葉県流山市）6月8日
- 「関ケ原　第3回笹尾山交流広場」（岐阜県不破郡関ケ原町）7月27日
- 「真田まつり」（長野県上田市真田町）8月2日
- 「諏訪姫4周ねん記念祭」（長野県諏訪市）8月3日
- 「上田ふれあい広場inコイズミ」（長野県上田市）8月23日
- 「第四回さくらゆきファンの集い」（滋賀県彦根市）9月14日
- 「関ケ原合戦まつり2014」（岐阜県不破郡関ケ原町）10月18日、19日
- 「石田三成祭2014」（滋賀県長浜市）11月2日
- 「冬ざんまい」（東京都千代田区）12月14日
- 「関ケ原ファイナル2014」（岐阜県不破郡関ケ原町）12月15日

#### 2015年
- 「信濃の国上田！！ダンスフェスティバル」（長野県上田市）1月30日
- 「上田菅平スノーボールバトル＆戦国雪合戦」（長野県上田市）3月14日、15日
- 「第五回さくらゆきファンの集い」（東京都日野市）4月5日
- 「上田真田まつり」（長野県上田市）4月26日
- 「ひの新選組まつり」（東京都日野市）5月9日
- 「天王寺真田幸村博～赤備えの章～」（大阪府大阪市）5月10日
- 「大坂の陣合戦まつり」（大阪府大阪市）5月16日
- 「御屋敷つつじ祭り」（長野県上田市）5月17日
- 「関ケ原戦国演義」（岐阜県不破郡関ケ原町）6月28日
- 「仙台真田ちゃんばら合戦」（宮城県蔵王町）7月18日
- 「諏訪姫ファンクラブミーティング」（長野県諏訪市）7月19日
- 「真田まつり」（長野県上田市）8月1日
- 「第一回将星真田幸村花火大会」（和歌山県伊都郡九度山町）8月16日
- 「諏訪姫5周年祭」（長野県諏訪市）8月22日
- 「中山道垂井宿まつり」（岐阜県不破郡垂井町）9月13日
- 「駿府天下泰平まつり」（静岡県静岡市葵区）9月22日
- 「第三回全国城サミットin大垣」（岐阜県大垣市）10月3日
- 「関ケ原合戦まつり2015」（岐阜県不破郡関ケ原町）10月11日
- 「天王寺真田幸村博～決戦！天之陣～」（大阪府大阪市）10月31日
- 「石田三成祭2015」（滋賀県長浜市）11月1日
- 「第六回さくらゆきファンの集い」（滋賀県大津市）11月3日
- 「上田駅前イルミネーション点灯式」（長野県上田市）12月9日
- 「関ケ原ファイナル2015」（岐阜県不破郡関ケ原町）12月13日

#### 2016年
- 「真田の郷　新年祝賀祭」（長野県上田市）1月1日
- 「菅平戦国雪合戦」（長野県上田市）3月13日
- 「真田十勇士ガーデンプレイス　オープンイベント」（長野県上田市）3月26日
- 「春ざんまい」（長野県諏訪市）3月27日
- 「高遠さくら祭り」（長野県伊那市）4月9日
- 「真田十勇士ガーデンプレイス～真田の章～」（長野県上田市）4月16日
- 「ひの新選組まつり」（東京都日野市）5月7日、8日
- 「御屋敷つつじ祭り」（長野県上田市）5月15日
- 「上田真田三代十勇記」（長野県上田市）7月30日
- 「さくらゆきと上田の花火を見よう2016」（長野県上田市）8月5日
- 「真田まつり2016」(長野県上田市)8月6日
- 「中山道垂井宿まつり」(岐阜県不破郡垂井町)9月11日
- 「諏訪姫ファンクラブミーティング」(長野県諏訪市)9月17日
- 「第七回さくらゆきファンの集いin会津」(福島県会津若松市)9月24日
- 「南海電鉄ツアー～さくらゆきと真田探訪in九度山～」(和歌山県伊都郡九度山町)10月9日
- 「将星真田幸村花火大会」(和歌山県伊都郡九度山町)10月10日
- 「関ケ原合戦まつり2016」(岐阜県不破郡関ケ原町)10月15日
- 「石田三成祭2016」(滋賀県長浜市石田町)11月6日
- 「ワールドサムライサミット2016」(愛知県長久手市)11月19日
- 「真田十勇士ガーデンプレイス」(長野県上田市)11月20日
- 「FMみょうこう1周年記念イベント」(新潟県妙高市)12月10日

#### 2017年
- 「真田の里 新年祝賀会」(長野県上田市)1月1日
- 「PLUM 春ざんまい2017」(長野県諏訪市)3月19日
- 「上田真田まつり」(長野県上田市)4月29日
- 「ひの新選組まつり」(東京都日野市)5月13・14日
- 「お屋敷つつじ祭り」(長野県上田市)月21日
- 「真田町真田まつり」(長野県上田市)8月11日
- 「さくらゆき納涼会」(長野県上田市)8月12日
- 「中山道垂井宿まつり」(岐阜県垂井町)9月10日)[30]
- 「諏訪姫ファンクラブミーティング」(信州上諏訪温泉 浜の湯)10月7日
- 「関ケ原合戦まつり　出陣式ライブ」(岐阜県関ケ原町)10月15日
- 「さくらゆきファンの集いin京都再び」(京都)10月22日
- 「石田三成祭2017」(滋賀県長浜市石田町)11月5日

#### 2018年
- ひの新選組まつり（東京都日野市)[31][32]5月12-13日
- 御屋敷つつじ祭り(長野県上田市)5月20日
- 真田まつり2018夏の陣(長野県上田市)8月4日
- さくらゆきと上田の花火を見よう2018(長野県上田市)8月5日
- ひの新選組夏まつ(東京都日野市)り8月18日
- 第4回将星真田幸村花火大会(和歌山県九度山町)9月8日
- 中山道垂井宿まつり(岐阜県垂井町)9月9日
- 第9回さくらゆきファンの集い～浅井長政編～9月23日
- 「関ケ原合戦祭り2018」(岐阜県関ケ原町)10月20-21日
- 「BFFミーティング」(長野県諏訪市 ピーエムオフィスエー)11月17日
- 「関ケ原交流広場」(岐阜県関ケ原町)12月[33]
- お城EXPO2018(横浜市・パシフィコ横浜 会議センター)12月24日[34]

#### 2019年
- 「初ワンマンライブ」(岐阜県岐阜市 Casper)1月12日
- 新メンバーお披露目会＆10thシングル「朝霧の向こうに」発売記念ライブイベント(愛知県名古屋市)3月30日
- 第10回さくらゆきファンの集いin浦賀（神奈川県横須賀市）5月4日
- ひの新選組まつり（東京都日野市）5月11、12日
- 御屋敷つつじ祭り（長野県上田市）5月19日
- 関ケ原交流広場2019（岐阜県不破郡関ケ原町）6月30日
- SAMURAIフェス（東京都台東区）7月6日
- 真田まつり（長野県上田市）8月3日
- 田辺籠城戦国まつり（京都府舞鶴市）9月29日
- 関ケ原合戦祭り2019（岐阜県不破郡関ケ原町）10月19、20日
- 石田三成祭（滋賀県長浜市）11月3日
- 第11回さくらゆきファンの集い～山崎合戦編～（大阪府・京都府）11月4日
- ピーエムオフィスエー設立20周年記念式典＆パーティー（長野県諏訪市）11月9日

#### 2020年
- さくらゆき新年会2020（東京都）1月11日
- SAMURAIフェス（東京都台東区）2月29日
- さくらゆき撮影会（東京都）3月1日
- 本能寺 光秀と信長―天下布武の道―[35]（京都府京都市）9月12日

- 第12回さくらゆきファンの集い～渋沢栄一と佐幕派～（東京都）9月19 - 22日

#### 2021年
- 丸毛戦記出陣式（岐阜県安八郡輪之内町）2月21日
- 第1回ぶらさくらゆき～東京・青山霊園～（東京都港区）3月21日
- 第13回さくらゆきファンの集い～京都・東山、源平ゆかりの地編～（京都府京都市）7月3日
- 関ケ原ファイナル2021（岐阜県不破郡関ケ原町）12月12日

#### 2022年
- さくらゆき新年会2022（東京都江東区）1月15日
- 高幡不動参道七夕まつり[36]（東京都日野市）7月2日
- さくらゆき納涼会2022（東京都立川市）7月2日
- 歴史系アーティストさくらゆき「真田塾」真田戦国トークショー＆コンサート[37]（長野県上田市）9月3日
- 輪之内ふれあいフェスタ2022（岐阜県安八郡輪之内町）10月2日
- 関ケ原合戦祭り2022（岐阜県不破郡関ケ原町）10月15、16日
- 歴史建造物フェスティバルin霧島神宮（鹿児島県霧島市）11月26日

#### 2023年
- 第3回丸毛サミット（岐阜県安八町輪之内町）2月19日
- SAMURAIフェス（東京都台東区）1月15日
- 岡崎大河ドラマ館応援隊委嘱式[38]（愛知県岡崎市）3月17日
- ひの新選組まつり※ライブは雨天中止（東京都日野市）5月13日
- 御屋敷つつじ祭り（長野県上田市）5月14日
- 第14回さくらゆきファンの集いin愛知岡崎編（愛知県岡崎市）7月8日
- 石田三成＠SEKIGAHARA（岐阜県不破郡関ケ原町）9月17日
- 輪之内ふれあいフェスタ ぎふチャンラジオ生放送（岐阜県安八郡輪之内町）10月1日
- 関ケ原合戦祭り2023（岐阜県不破郡関ケ原町）10月14、15日
- 第15回さくらゆきファンの集い 特別ゲスト - 村上新悟[39]～さくらゆきディナーショーin愛知・岡崎～（愛知県岡崎市）11月4日
- 石田三成祭（滋賀県長浜市）11月5日
- 小谷城戦国まつり（滋賀県長浜市）11月11日
- 関ケ原ファイナル2023（岐阜県不破郡関ケ原町）12月10日
- 大河ドラマ「どうする家康」最終回パブリックビューイング＆トークショー（愛知県岡崎市）12月17日

#### 2024年
- SAMURAIフェス 特別ゲスト - 大野泰広（東京都台東区）2月24日
- ひの新選組まつり 特別ゲスト - 高倉早矢（東京都日野市）5月11日
- 御屋敷つつじ祭り 特別ゲスト - 大野泰広（長野県上田市）5月12日
- 関ケ原合戦祭り2024（岐阜県不破郡関ケ原町）10月19、20日
- 石田三成祭（滋賀県長浜町）11月3日
- 全国武将隊フェスティバルinわのうち（岐阜県安八郡輪之内町）11月17日
- 関ケ原ファイナル2024（岐阜県不破郡関ケ原町）12月7日
- お城EXPO（神奈川県横浜市）12月21日

#### 2025年
- 新桑名市誕生20周年記念シンポジウム「徳川四天王 本多忠勝」（三重県桑名市）2月15日
- 戦国武将EXPO2025 特別ゲスト - 眞鍋香我（東京都台東区）2月22日
- ひの新選組まつり（東京都日野市）5月10日
- 御屋敷つつじ祭り（長野県上田市）5月11日
- ワンマンライブ（岐阜県岐阜市）5月24日
- 高幡参道あじさい祭（東京都日野市）6月7日

### 舞台
- 劇団TOKYO BOWZ公演「十一人目の真田十勇士」特別出演（2011年7月9日、10日）

### 掲載
- 新潟日報（2008年7月17日）
- 上越タイムス（2008年8月26日）
- 魚沼新報（2009年8月28日）
- 「歴史奇行ミステリー」（2010年11月6日増刊号）
- 信濃毎日新聞（2015年1月31日）
- 中日新聞（2016年4月8日）
- 朝日新聞（2016年1月30日、夕刊）
- 中日新聞（2016年4月10日）

### タイアップ
- 歴史・戦国グッズ「真田雁丸屋」
- 真田三代戦国歴史検定　応援団長[40]
- 関ケ原合戦歴史検定　公式サポーター[41]

## ディスコグラフィ

### シングル
※ これ以前の自主制作盤は除く
1. 「雷霆の龍」（2009年8月23日）
  1. 雷霆の龍（直江兼続イメージ曲／作詞・作曲：小栗さくら）
  2. イロハ（上杉景勝幼少期イメージ曲／作詞・作曲：小栗さくら）
  3. 月の刃（上杉謙信イメージ曲／作詞：小栗さくら、作曲：あきつ）
2. 「関ヶ原」(2010年10月16日)
  1. 関ヶ原 (関ヶ原合戦410年祭公式テーマソング／関ヶ原の戦いイメージ曲／作詞・作曲：小栗さくら)
  2. 夢陽炎（石田三成・大谷吉継イメージ曲／作詞：遠野ゆき、作曲：あきつ）
  3. 蓮（はちす／島左近イメージ曲／作詞：小栗さくら、作曲：あきつ）

  - CDジャケットイラストは『信長の野望』のパッケージイラストを担当する長野剛
3. 「炎の月」(2010年10月30日)
  1. 炎の月（真田信繁イメージ曲／作詞：小栗さくら、作曲：あきつ）
  2. 雁金の空（真田信之・信繁幼少期イメージ曲／作詞・作曲：小栗さくら）
4. 「関ヶ原～昴の彼方～」(2011年10月15日)
  1. 昴の彼方（真田信之室・小松姫イメージ曲／作詞：遠野ゆき、作曲：まついえつこ）
  2. 落花流水（細川忠興室・細川ガラシャイメージ曲／作詞：遠野ゆき、作曲：石野竜三）
  3. 砂の川（宇喜多秀家室・豪姫イメージ曲／作詞：小栗さくら、作曲：まついえつこ）
5. 「諏訪にすわひめ！」(2012年9月15日)
  1. 諏訪にすわひめ！（諏訪姫イメージ曲／作詞：遠野ゆき、作曲：小池勝彦）
  2. '大好き'の気持ち（すわこイメージ曲／作詞：小栗さくら、作曲：小池勝彦）

  - 長野県諏訪市ご当地キャラクター[42]の公式テーマソング（メンバーの小栗さくらは諏訪姫声優であり、諏訪姫は諏訪御料人をモデルにしたキャラクター）
6. 「翔きの鳥」(2013年4月29日)
  1. 翔きの鳥（武田勝頼イメージ曲／作詞：遠野ゆき、作曲：小池勝彦）
  2. 幻の桜（仁科盛信イメージ曲／作詞：小栗さくら、作曲：田中俊輔＠うどんタイマーP）
  3. 魂の絆（真田４代―幸隆・昌幸・信之・信繁・大助・大八―イメージ曲／作詞：小栗さくら、作曲：小池勝彦）

  - CDジャケットイラストは武将画の諏訪原寛幸
7. 「関ヶ原―東の風―」(2013年10月19日)
  1. 秋嵐-しゅうらん-（黒田長政イメージ曲／作詞：遠野ゆき、作曲：田中俊輔＠うどんタイマーP）
  2. 紅蓮（細川忠興イメージ曲／作詞：小栗さくら、作曲：田中俊輔＠うどんタイマーP）
  3. 夢幻泡影（小早川秀秋イメージ曲／作詞：遠野ゆき、作曲：小池勝彦）
  4. 秋嵐-しゅうらん-（カラオケ）
  5. 紅蓮（カラオケ）
  6. 夢幻泡影（カラオケ）

  - CDジャケットイラストは遠野ゆき
8. 「青き夢」(2014年5月11日)
  1. 青き夢（土方歳三イメージ曲／作詞・作曲：小栗さくら）
  2. 明鏡止水（沖田総司イメージ曲／作詞：小栗さくら、作曲：田中俊輔）
  3. 手向花―タムケノハナ―（永倉新八イメージ曲／作詞：小栗さくら、作曲：田中俊輔）
  4. 暁（新選組イメージ曲／作詞：小栗さくら、作曲：田中俊輔）
  5. 青き夢（カラオケ）

  - CDジャケットイラストは武将画の諏訪原寛幸
9. 「信濃の国 上田！！」(2015年1月30日)
  1. 信濃の国 上田！！（作詞：さくらゆき）
  2. 信濃の国（feat.M.A.Y）
  3. 信濃の国 上田（カラオケ）
  4. 信濃の国（feat.M.A.Y）（カラオケ）
10. 「朝霧の向こうに」(2019年3月30日)
  1. 朝霧の向こうに（走り続ける人へ、思いを綴る応援歌／詞：小栗さくら・塚田泰裕、曲：伊勢賢治、編曲：傳田修弘）
  2. 朝霧の向こうに（カラオケ）
11. 「信じる道へ～丸毛戦記～」（2021年3月6日）
  1. 信じる道へ～丸毛戦記～（アニメ「丸毛戦記」主題歌[43]／作詞：小栗さくら、作曲：伊勢賢治）
  2. 信じる道へ～丸毛戦記～（カラオケ）

  - CDジャケットイラストは漫画家の渡辺浩行

### アルバム

#### 1stアルバム「戦国―乱世の軌跡―」(2014年10月18日)
1. 夢幻の調べ（織田信長イメージ曲／作詞：小栗さくら、作曲：真鍋貴之）
2. 本能寺～水色桔梗～（明智光秀イメージ曲／作詞・作曲：遠野ゆき）
3. 風早の雲（北条氏政イメージ曲／作詞：遠野ゆき、作曲：奥村慎也）
4. 天下無双（本多忠勝イメージ曲／作詞：小栗さくら、作曲：真鍋貴之）
5. 夢のあとさき（石田三成イメージ曲／作詞：小栗さくら、作曲：真鍋貴之）
6. 残光（片倉景綱イメージ曲／作詞：遠野ゆき、作曲小池勝彦）
7. 七夜の星（藤堂高虎イメージ曲／作詞：遠野ゆき、作曲：小池勝彦）
8. 返照（宇喜多秀家イメージ曲／作詞：小栗さくら、作曲：田中俊輔）

- CDジャケットイラストは武将画の諏訪原寛幸

#### 2ndアルバム「戦国―赤き絆―」（2015年12月13日）
1. 比類なき眼（真田昌幸イメージ曲／作詞：小栗さくら、作曲：望月俊）
2. 蒼穹（徳川秀忠イメージ曲／作詞：遠野ゆき、作曲：田中俊輔）
3. 対い蝶（大谷吉継イメージ曲／作詞：遠野ゆき、作曲：望月俊）
4. 沈まぬ太陽（真田信繁イメージ曲／作詞：遠野ゆき、作曲：廣瀬謙介）
5. 龍よ、その道を征け（上杉主従／上杉景勝・直江兼続イメージソング／作詞：小栗さくら、作曲：森伸弘）
6. 青嵐の城（毛利勝永イメージ曲／作詞：遠野ゆき、作曲：森伸弘）
7. 弧月（真田信之イメージ曲／作詞：小栗さくら、作曲：田中俊輔）
8. 時の花（真田信繁娘・阿梅イメージ曲／作詞：小栗さくら、作曲：小池勝彦）

#### 3rdアルバム「戦 ～今を生きる～」（2016年10月15日）
1. 寂光浄土（藤原秀衡イメージ曲／作詞：小栗さくら、作曲：伊勢賢治）
2. 六道の果て（建礼門院イメージ曲／作詞：小栗さくら、作曲：伊勢賢治）
3. 天雷（楠木正成イメージ曲／作詞：遠野ゆき、作曲：森伸弘）
4. 暁の川（浅井長政イメージ曲／作詞：遠野ゆき、作曲：伊勢賢治）
5. 明日への代償（徳川家康の三方原の戦いを描いた曲／作詞：小栗さくら、作曲：伊勢賢治）
6. 長篠（長篠の戦いイメージ曲／作詞：小栗さくら、作曲：伊勢賢治）
7. 飛翔（伊達政宗イメージ曲／作詞：遠野ゆき、作曲：田中俊輔）
8. 月鳴り（岡田以蔵イメージ曲／作詞：遠野ゆき、作曲：森伸弘）
9. 一刃の風（斎藤一イメージ曲／作詞：遠野ゆき、作曲：田中俊輔）
10. 関ケ原（関ヶ原の戦いイメージ曲／詞・曲：小栗さくら）

#### 4thアルバム「決意 ～戦国と幕末～」（2018年8月4日）
1. 追想歌（淀殿イメージ曲／作詞：遠野ゆき、作曲：森伸弘）
2. 碧落の天（平塚為広イメージ曲／作詞：遠野ゆき、作曲：田中俊輔）
3. 不撓不屈（立花宗茂イメージ曲／作詞：小栗さくら、作曲：伊勢賢治）
4. 証（島津豊久イメージ曲／作詞：遠野ゆき、作曲：伊勢賢治）
5. 戦花（前田慶次利益イメージソング／作詞：遠野ゆき、作曲：森伸弘）
6. 礎（いしずえ）（小栗上野介忠順イメージ曲／作詞：小栗さくら、作曲：法西隆宏）
7. 雫（和宮親子内親王イメージ曲／作詞：小栗さくら、作曲：田中俊輔）
8. 青き夢（土方歳三義豊イメージ曲／詞・曲：小栗さくら）
9. 為政清明（大久保利通イメージ曲／作詞：小栗さくら、作曲：伊勢賢治）
10. ふるさとの花（足利氏姫イメージ曲／作詞：小栗さくら、作曲：伊勢賢治）

#### 5thアルバム「奏 ～時の旅路～」（2020年12月1日）
1. 東雲（しののめ）（平将門イメージ曲／作詞：北織さよ、作曲：伊勢賢治）
2. 栄華の果て（平知盛イメージ曲／作詞：小栗さくら、作曲：伊勢賢治）
3. 天高く（北条政子イメージ曲／作詞：小栗さくら、作曲：伊勢賢治）
4. 流浪の刻（とき）（細川藤孝＜幽斎＞イメージ曲／作詞：小栗さくら、作曲：田中俊輔）
5. 桜の宴（豊臣秀吉「醍醐の花見」イメージ曲／作詞：小栗さくら、作曲：伊勢賢治）
6. 先陣の鬼（井伊直政イメージ曲／作詞：小栗さくら、作曲：伊勢賢治）
7. 祈りの糸（豊臣秀吉妻・北政所イメージ曲／作詞：北織さよ、作曲：伊勢賢治）
8. 木崎原（きざきばる）（島津義弘「木崎原の戦い」イメージ曲／作詞：小栗さくら、作曲：伊勢賢治）
9. 果てない夢路（中岡慎太郎イメージ曲／作詞：北織さよ、作曲：森伸弘）

#### 6thアルバム「戦国 ～一炊の夢～」（2024年10月19日）
1. 潮風のゆくえ（小西行長イメージ曲／作詞：北織さよ、作曲：眞鍋香我）
2. 傍らの月（豊臣秀長イメージ曲／作詞：小栗さくら、作曲：眞鍋香我）
3. 北の虎（最上義光イメージ曲／作詞：小栗さくら、作曲：眞鍋香我）
4. 寄す処（亀寿姫イメージ曲／作詞：小栗さくら、作曲：眞鍋香我）
5. 天下一の誇り（今川義元イメージ曲／作詞：小栗さくら、作曲：眞鍋香我）
6. 銀の標（蒲生氏郷イメージ曲／作詞：北織さよ、作曲：眞鍋香我）
7. 催花の雨（千姫イメージ曲／作詞：北織さよ、作曲：眞鍋香我）

#### さくらゆき 器楽曲集 第一弾「幕末 ～東の空～」（2025年5月10日）
1. 一刃の風（新選組・斎藤一イメージ曲／作曲：田中俊輔／編曲：傳田修弘）
2. 礎（小栗上野介忠順イメージ曲／作曲：法西隆宏／編曲：半田彬倫）
3. 青き夢（新選組・土方歳三イメージ曲／作曲：小栗さくら／編曲：加藤素朗）
4. 雫（和宮親子内親王イメージ曲／作曲：伊勢賢治／編曲：半田彬倫）

### DVD
- さくらゆき ワンマンライブ2019 in 岐阜（2019年4月）